# Martijn Koster
Martijn Koster (geboren rond 1970) is een Nederlandse software-ingenieur die bekend staat om zijn pionierswerk op het gebied van zoeken op het internet. 
Koster creëerde in 1993 Aliweb, de eerste zoekmachine van het internet, tijdens zijn werkzaamheden bij Nexor. In mei 1994  presenteerde hij deze op de eerste internationale conferentie op het World Wide Web. Koster ontwikkelde ook Achiplex een zoekmachine voor FTP-sites die dateert van vóór het web, en CUSI, een eenvoudig hulpmiddel waarmee verschillende zoekmachines snel achter elkaar  doorzocht kunnen worden. Dit principe heet tegenwoordig federated search. 
Koster staat ook bekend om de ontwikkeling van de Robots Exclusion Standard, ofwel robots.txt.